# Romtehnica
Romtehnica este o structură in coordonarea Ministerului Apărării care prestează servicii de import și de export pentru instituție și pentru altele care acționează în domeniul apărării naționale.
Compania derulează cele mai multe din operațiunile de import-export de armament din România.
Romtehnica a fost înființată de Ministerul Apărării în 2001, și este specializată în intermedieri în comerțul cu mașini, echipamente industriale, nave și avioane.
Număr de angajați în 2008: 106
Cifra de afaceri în 2008: 14,6 milioane lei